# Aleksander Emelianenko
Aleksander Vladimirovich Emelianenko (em russo:  Александр Владимирович Емельяненко, Aleksandr Vladimirovitch Emelyanenko) (Stari Oskol, 2 de agosto de 1981) é um lutador de artes marciais mistas (MMA) russo. Ele foi três vezes campeão mundial de Sambo. É irmão de Fiódor e Ivan Emelianenko.

## Cartel no MMA
| Res.    | Cartel | Oponente            | Método                                  | Evento                                    | Data                   | Round | Tempo | Local                                        | Notas                                            |
| ------- | ------ | ------------------- | --------------------------------------- | ----------------------------------------- | ---------------------- | ----- | ----- | -------------------------------------------- | ------------------------------------------------ |
| Derrota | 23–7   | Dmitriy Sosnovskiy  | TKO (socos)                             | Coliseum FC - New History 2               | 25 de janeiro de 2014  | 1     | 1:43  | São Petersburgo, Rússia                      |                                                  |
| Vitória | 23–6   | José Rodrigo Guelke | TKO (socos)                             | ProFC 49 - Resurrection                   | 4 de julho de 2013     | 1     | 4:10  | Moscou, Rússia                               |                                                  |
| Vitória | 22–6   | Bob Sapp            | TKO (socos)                             | Legend - Emelianenko vs. Sapp             | 25 de maio de 2013     | 1     | 1:18  | Moscou, Rússia                               |                                                  |
| Derrota | 21–6   | Jeff Monson         | Finalização (estrangulamento norte-sul) | M-1 Challenge 35                          | 15 de novembro de 2012 | 2     | 3:17  | São Petersburgo, Rússia                      |                                                  |
| Vitória | 21–5   | Konstantin Gluhov   | Decisão (unânime)                       | M-1 Challenge 34                          | 30 de setembro de 2012 | 3     | 5:00  | Moscou, Rússia                               |                                                  |
| Vitória | 20–5   | Ibragim Magomedov   | TKO (intervenção do médico)             | M-1 Challenge 33                          | 6 de junho de 2012     | 2     | 5:00  | Distrito de Dzheyrakhsky, Inguchétia, Rússia |                                                  |
| Vitória | 19–5   | Tadas Rimkevicius   | TKO (socos)                             | M-1 Challenge 31                          | 16 de março de 2012    | 2     | 1:55  | São Petersburgo, Rússia                      |                                                  |
| Vitória | 18–5   | Tolegen Akylbekov   | Finalização (kimura)                    | Bushido Lithuania: vol. 50                | 21 de dezembro de 2011 | 1     | 4:32  | Almaty, Cazaquistão                          |                                                  |
| Derrota | 17–5   | Magomed Malikov     | KO (soco)                               | M-1 Challenge 28: Emelianenko vs. Malikov | 12 de novembro de 2011 | 1     | 0:23  | Astrakhan, Rússia                            |                                                  |
| Derrota | 17–4   | Peter Graham        | TKO (chute nas pernas)                  | Draka - Governor's Cup 2010               | 18 de dezembro de 2010 | 2     | 2:59  | Krai de Khabarovsk, Rússia                   |                                                  |
| Vitória | 17–3   | Miodrag Petkovic    | TKO (socos)                             | APF - Azerbaijan vs. Europe               | 22 de maio de 2010     | 1     | 3:00  | Baku, Azerbaijão                             |                                                  |
| Vitória | 16–3   | Eddy Bengtsson      | TKO (soco)                              | ProFC - Commonwealth Cup                  | 23 de abril de 2010    | 1     | 0:40  | Moscou, Rússia                               |                                                  |
| Vitória | 15–3   | Ibragim Magomedov   | TKO (intervenção do médico)             | ProFC: Russia vs. Europe                  | 29 de março de 2009    | 1     | 0:51  | Rostov-on-Don, Rússia                        |                                                  |
| Vitória | 14–3   | Lee Sang-Soo        | KO (socos)                              | M-1 Challenge 9: Russia                   | 21 de novembro de 2008 | 1     | 2:40  | São Petersburgo, Rússia                      |                                                  |
| Vitória | 13–3   | Silvão Santos       | KO (soco)                               | M-1 Challenge 2: Russia                   | 3 de abril de 2008     | 1     | 1:34  | São Petersburgo, Rússia                      |                                                  |
| Vitória | 12–3   | Dan Bobish          | Finalização (guilhotina em pé)          | HCF: Title Wave                           | 19 de outubro de 2007  | 1     | 1:09  | Calgary, Alberta, Canadá                     |                                                  |
| Vitória | 11–3   | Jessie Gibbs        | Finalização (kimura)                    | M-1 MFC: Battle on the Neva               | 21 de julho de 2007    | 1     | 3:37  | São Petersburgo, Rússia                      |                                                  |
| Vitória | 10–3   | Eric Pele           | KO (socos)                              | BodogFIGHT: Clash of the Nations          | 14 de abril de 2007    | 1     | 4:07  | São Petersburgo, Rússia                      |                                                  |
| Derrota | 9–3    | Fabrício Werdum     | Finalização (triângulo de mão)          | 2 Hot 2 Handle: Pride & Honor             | 12 de novembro de 2006 | 1     | 3:24  | Roterdã, Países Baixos                       |                                                  |
| Vitória | 9–2    | Sergei Kharitonov   | TKO (joelhada e socos)                  | Pride FC - Final Conflict Absolute        | 10 de setembro de 2006 | 1     | 6:45  | Saitama, Japão                               | Pride 2006 Heavyweight Grand Prix Reserve Bout.  |
| Derrota | 8–2    | Josh Barnett        | Finalização (americana)                 | Pride FC - Total Elimination Absolute     | 5 de maio de 2006      | 2     | 1:57  | Osaka, Japão                                 | Pride 2006 Heavyweight Grand Prix Opening Round. |
| Vitória | 8–1    | Paweł Nastula       | Finalização (mata-leão)                 | Pride Shockwave 2005                      | 31 de dezembro de 2005 | 1     | 8:45  | Saitama, Japão                               |                                                  |
| Vitória | 7–1    | Rene Rooze          | KO (socos)                              | Bushido Europe: Rotterdam Rumble          | 9 de outubro de 2005   | 1     | 0:28  | Roterdã, Países Baixos                       |                                                  |
| Vitória | 6–1    | Ricardo Morais      | KO (socos)                              | Pride Bushido 6                           | 3 de abril de 2005     | 1     | 0:15  | Yokohama, Japão                              |                                                  |
| Vitória | 5–1    | James Thompson      | KO (soco)                               | Pride 28                                  | 31 de outubro de 2004  | 1     | 0:11  | Saitama, Japão                               |                                                  |
| Vitória | 4–1    | Carlão Barreto      | Decisão (unânime)                       | M-1 MFC: Heavyweight GP                   | 9 de outubro de 2004   | 3     | 5:00  | São Petersburgo, Rússia                      |                                                  |
| Derrota | 3–1    | Mirko Filipović     | KO (chute na cabeça e socos)            | Pride Final Conflict 2004                 | 15 de agosto de 2004   | 1     | 2:09  | Saitama, Japão                               |                                                  |
| Vitória | 3–0    | Matt Foki           | Finalização (mata-leão)                 | Pride Bushido 3                           | 23 de maio de 2004     | 1     | 3:16  | Yokohama, Kanagawa, Japão                    |                                                  |
| Vitória | 2–0    | Ângelo Araújo       | TKO (intervenção do médico)             | Inoki Bom-Ba-Ye 2003                      | 31 de dezembro de 2003 | 2     | 4:28  | Kōbe, Japão                                  |                                                  |
| Vitória | 1–0    | Assuério Silva      | Decisão (dividida)                      | Pride Bushido 1                           | 5 de outubro de 2003   | 2     | 5:00  | Saitama, Japão                               |                                                  |